# Lotta Sollander
Charlott Stigsdotter Sollander, detta Lotta (Östersund, 3 luglio 1953), è un'ex sciatrice alpina svedese.

## Biografia
Sciatrice polivalente nata a Frösön, figlia di Stig e sorella di Lena e Stefan, a loro volta sciatori alpini, in Coppa del Mondo esordì il 14 marzo 1971 a Åre in slalom gigante classificandosi 12ª: tale piazzamento sarebbe rimasto il migliore di Lotta Sollander nel massimo circuito internazionale, nel quale prese per l'ultima volta il via il 19 gennaio 1972 a Grindelwald in slalom speciale (19ª). Ai successivi XI Giochi olimpici invernali di Sapporo 1972, sua unica presenza olimpica nonché congedo agonistico, si classificò 31ª nella discesa libera e non completò lo slalom gigante e lo slalom speciale.

## Palmarès

### Campionati svedesi
- 2 ori (discesa libera, slalom gigante nel 1971)[4]